# Acrodactyla lydia
Acrodactyla lydia là một loài tò vò trong họ Ichneumonidae.